# Wereldkampioenschap schaatsen allround vrouwen 1964
Het vijfentwintigste Wereldkampioenschap schaatsen allround voor vrouwen werd op 15 en 16 februari 1964 verreden op de Björkvallen ijsbaan van Kristinehamn, Zweden.
Er deden vierendertig deelneemsters uit dertien landen mee, Noorwegen (2), de DDR (2), Finland (2), Hongarije (2), Nederland (2), de Sovjet-Unie (5), Zweden (4), China (3), Japan (3), Noord-Korea (4), Australië (1), Canada (1) en de Verenigde Staten (3). Twaalf rijdsters debuteerden deze editie, waaronder de Nederlandse Carrie Geijssen. Willy de Beer reed haar tweede WK Allroundtoernooi. Stien Kaiser zou aanvankelijk rijden in plaats van Willy de Beer, maar werd door de KNSB op het laatste moment teruggetrokken als deelneemster.
Ook dit kampioenschap werd over de kleine vierkamp, respectievelijk de 500m, 1500m, 1000m en 3000m, verreden.
Lidia Skoblikova herhaalde haar prestatie van het WK van 1963 door opnieuw wereldkampioene te worden met vier afstandzeges, hoewel ze de zege op de 500m moest delen met landgenote Irina Jegorova. Haar landgenoten, drievoudig wereldkampioene, Inga Voronina-Artamonova en, eenmalig wereldkampioene, Tamara Rylova werden tweede en derde.
De Amerikaans Mary Lawler won voor het eerst sinds Maddy Horn op het WK van 1938 weer een afstandsmedaille voor de USA. Kaija Mustonen was in die zin de opvolgster van Eevi Huttunen als afstandsmedaillewinnares die op het WK van 1960 voor het laatst een medaille voor Finland won.
De Zweedse Christina Scherling nam dit jaar voor de negende keer aan het WK Allround mee, een prestatie waarin alleen Eevi Huttunen haar in voor ging met elf deelnames.

## Afstandsmedailles
| Afstand | Goud ·                          | Zilver ·                 | Brons ·           |
| ------- | ------------------------------- | ------------------------ | ----------------- |
| 500m    | Irina Jegorova Lidia Skoblikova | -                        | Mary Lawler       |
| 1500m   | Lidia Skoblikova                | Inga Voronina-Artamonova | Kaija Mustonen    |
| 1000m   | Lidia Skoblikova                | Inga Voronina-Artamonova | Tamara Rylova     |
| 3000m   | Lidia Skoblikova                | Inga Voronina-Artamonova | Valentina Stenina |

## Klassement
| Rang   | Schaatsster                | Land                           | Punten  | 500m          | 1500m       | 1000m       | 3000m       |
| ------ | -------------------------- | ------------------------------ | ------- | ------------- | ----------- | ----------- | ----------- |
| Goud   | Lidia Skoblikova           | Sovjet-Unie                    | 194,450 | 46,2 (1)      | 2.26,7 (1)  | 1.34,9 (1)  | 5.11,4 (1)  |
| Zilver | Inga Voronina-Artamonova   | Sovjet-Unie                    | 196,733 | 47,6 (9)      | 2.28,0 (2)  | 1.35,5 (2)  | 5.12.3 (2)  |
| Brons  | Tamara Rylova              | Sovjet-Unie                    | 198,517 | 46,9 (6)      | 2.29,3 (4)  | 1.36,4 (3)  | 5.21,9 (6)  |
| 4      | Kaija Mustonen             | Finland                        | 199,750 | 47,5 (7)      | 2.28,9 (3)  | 1.37,8 (5)  | 5.22,3 (7)  |
| 5      | Irina Jegorova             | Sovjet-Unie                    | 200,300 | 46,2 (1)      | 2.30,8 (5)  | 1.38,8 (10) | 5.26,6 (9)  |
| 6      | Han Pil-hwa                | Noord-Korea                    | 201,334 | 48,0 (10)     | 2.32,9 (9)  | 1.38,0 (7)  | 5.20,2 (5)  |
| 7      | Kim Song-sun               | Noord-Korea                    | 201,484 | 48,6 (13)     | 2.32,6 (8)  | 1.37,5 (4)  | 5.19,6 (4)  |
| 8      | Helga Haase-Obschernitzki  | Duitse Democratische Republiek | 201,600 | 46,6 (4)      | 2.31,0 (6)  | 1.38,1 (8)  | 5.33,7 (14) |
| 8      | Valentina Stenina          | Sovjet-Unie                    | 201,600 | 49,6 (19)     | 2.31,5 (7)  | 1.38,2 (9)  | 5.14,4 (3)  |
| 10     | Christina Scherling        | Zweden                         | 203,784 | 48,8 (16)     | 2.33,2 (10) | 1.40,3 (14) | 5.22,6 (8)  |
| 11     | Gunilla Jacobsson          | Zweden                         | 204,100 | 48,4 (11)     | 2.36,3 (14) | 1.37,9 (6)  | 5.27,9 (12) |
| 12     | Jan Smith                  | Verenigde Staten               | 206,317 | 46,6 (4)      | 2.36,2 (13) | 1.41,9 (18) | 5.40,2 (16) |
| 13     | Wang Shuyuan               | China                          | 207,733 | 48,8 (16)     | 2.34,9 (12) | 1.43,4 (23) | 5.33,6 (13) |
| 14     | Willy de Beer              | Nederland                      | 209,633 | 51,6 (27)     | 2.37,2 (15) | 1.42,0 (19) | 5.27,8 (11) |
| 14     | Kaneko Takahashi           | Japan                          | 209,633 | 51,8 (28)     | 2.34,0 (11) | 1.44,1 (25) | 5.26,7 (10) |
| 16     | Yasuko Takano              | Japan                          | 212,766 | 51,8 (28)     | 2.37,6 (16) | 1.45,4 (29) | 5.34,4 (15) |
| NC17   | Mary Lawler                | Verenigde Staten               | 150,650 | 46,4 (3)      | 2.40,5 (23) | 1.41,5 (16) | -           |
| NC18   | Doreen Ryan                | Canada                         | 150,950 | 47,5 (7)      | 2.40,5 (23) | 1.39,9 (11) | -           |
| NC19   | Barbara Lockhart           | Verenigde Staten               | 152,317 | 48,5 (12)     | 2.38,0 (17) | 1.42,3 (20) | -           |
| NC20   | Sigrid Sundby              | Noorwegen                      | 152,750 | 48,6 (13)     | 2.42,6 (27) | 1.39,9 (11) | -           |
| NC21   | Inger Eriksson             | Zweden                         | 153,067 | 49,5 (18)     | 2.38,3 (19) | 1.41,6 (17) | -           |
| NC22   | Kaija-Liisa Keskivitikka   | Finland                        | 153,167 | 50,5 (23)     | 2.38,0 (17) | 1.40,0 (13) | -           |
| NC23   | Carry Geijssen             | Nederland                      | 153,417 | 48,7 (15)     | 2.40,4 (22) | 1.42,5 (21) | -           |
| NC24   | Ryoo Choon-za              | Noord-Korea                    | 154,033 | 50,3 (21)     | 2.39,1 (20) | 1.41,4 (15) | -           |
| NC25   | Kari Kåring                | Noorwegen                      | 155,633 | 50,3 (21)     | 2.41,8 (26) | 1.42,8 (22) | -           |
| NC26   | Hatsue Takemizawa-Nagakubo | Japan                          | 155,833 | 50,1 (20)     | 2.40,3 (21) | 1.44,6 (27) | -           |
| NC27   | Jeannette Ann Neil         | Australië                      | 158,250 | 50,9 (25)     | 2.43,2 (28) | 1.45,9 (30) | -           |
| NC28   | Kornelia Ihász             | Hongarije                      | 159,483 | 53,2 (33)     | 2.43,6 (33) | 1.43,6 (29) | -           |
| NC29   | Christina Karlsson         | Zweden                         | 159,817 | 51,9 (30)     | 2.44,0 (30) | 1.46,5 (31) | -           |
| NC30   | Pi Huci                    | China                          | 161,433 | 51,9 (30)     | 2.45,7 (32) | 1.51,0 (32) | -           |
| NC31   | Bak Wol-ja                 | Noord-Korea                    | 163,283 | 52,3 (31)     | 2.40,9 (25) | 1.54,7 (33) | -           |
| NC32   | Piroska Tamássy            | Hongarije                      | 164,633 | 52,3 (31)     | 3.00,7 (34) | 1.44,2 (26) | -           |
| NC33   | Inge Lieckfeldt            | Duitse Democratische Republiek | 177,600 | 1.01,1 * (34) | 2.44,7 (31) | 1.45,2 (28) | -           |
| -      | Liu Fengrong               | China                          | 107,933 | 51,3 (26)     | 2.49,9 (33) | NS          | -           |

* = met val
NC = niet gekwalificeerd
NF = niet gefinisht
NS = niet gestart
DQ = gediskwalificeerd
Vet gezet = kampioenschapsrecord